# Nowa Lewica
Nowa Lewica (NL) – polska partia polityczna o charakterze lewicowym powstała w wyniku połączenia Sojuszu Lewicy Demokratycznej i Wiosny. Ideowy charakter ugrupowania jest socjaldemokratyczny, socjalliberalny, antyklerykalny i feministyczny. Formacja należy do Partii Europejskich Socjalistów oraz w Parlamencie Europejskim do Postępowego Sojuszu Socjalistów i Demokratów. Od 2023 współtworzy trzeci rząd Donalda Tuska.
Symbol partii jest tożsamy z logo koalicji Lewica, którą Nowa Lewica współtworzy aktualnie wraz z Polską Partią Socjalistyczną i Unią Pracy. Tworzony przez te partie Koalicyjny Klub Parlamentarny Lewicy, w którym Nowa Lewica posiada 18 z 21 posłów i 3 z 7 senatorów.
Organizacjami młodzieżowymi NL zostały Federacja Młodych Socjaldemokratów (związana z SLD) i Młoda Lewica RP (związana z Wiosną). 12 kwietnia 2025 FMS weszła w skład ML, która stała się jedyną młodzieżówką partii.

## Historia
Rozpoczęcie działań mających prowadzić do połączenia SLD i Wiosny nastąpiło po wyborach parlamentarnych w 2019, w których obydwa ugrupowania wystartowały wspólnie z innymi partiami i ugrupowaniami lewicowymi na mocy decyzji liderów tych partii ogłoszonej 19 lipca 2019. 9 listopada 2019 rada krajowa SLD wydała zgodę na zmiany w statucie ugrupowania, dające podstawę prawną do zmian organizacyjnych umożliwiających połączenie z formacjami, które wyrażą taką wolę. 14 grudnia 2019 odbyły się obrady ciał statutowych SLD i Wiosny, po których poinformowano, że z połączenia obu ugrupowań powstanie partia Nowa Lewica. Formalnie Nowa Lewica została zarejestrowana 27 stycznia 2020 poprzez zmianę nazwy SLD, decyzja ta uprawomocniła się w marcu 2021. 11 czerwca 2021 doszło do rozwiązania partii Wiosna, której działacze do 10 czerwca składali deklaracje przystąpienia do Nowej Lewicy, dzielącej się na dwie frakcje skupiające działacze obu dawnych partii (przy czym pod koniec ich działalności niemal siedmiokrotnie więcej członków liczył SLD). Formalną decyzję o powołaniu frakcji SLD i Wiosna zarząd Nowej Lewicy podjął 17 lipca 2021. 9 października 2021 odbył się kongres zjednoczeniowy partii, na którym podział frakcyjny został uwzględniony przy wyborze nowych władz partii (m.in. poprzez podwójne przewodnictwo). Na współprzewodniczących partii na konwencji założycielskiej zostali wybrani Robert Biedroń (frakcja Wiosna) i Włodzimierz Czarzasty (frakcja SLD) – ostatni przewodniczący łączących się partii. Wybory na współprzewodniczącego przegrał Piotr Rączkowski (SLD).
14 grudnia 2021 z Nowej Lewicy wystąpili posłowie Robert Kwiatkowski i Joanna Senyszyn oraz wicemarszałek Senatu Gabriela Morawska-Stanecka, którzy wraz z bezpartyjnym posłem zasiadającym w KKP Lewicy Andrzejem Rozenkiem (usuniętym wcześniej z NL) i senatorem Wojciechem Koniecznym (liderem PPS) utworzyli Koło Parlamentarne Polskiej Partii Socjalistycznej. 2 czerwca 2022 posłowie PPS i Gabriela Morawska-Stanecka ogłosili powstanie Stowarzyszenia Lewicy Demokratycznej, odwołującego się do tradycji dawnej partii SLD. W lutym 2023 koło PPS przekształciło się (bez udziału Wojciecha Koniecznego, który wrócił później do KKP Lewicy) w Koło Parlamentarne Lewicy Demokratycznej. 7 czerwca 2023 posłanka Karolina Pawliczak poinformowała o opuszczeniu NL i KKP Lewicy. W sierpniu tego samego roku przystąpiła ona do klubu Koalicji Obywatelskiej, podobnie jak Gabriela Morawska-Stanecka. W tym samym miesiącu z NL wystąpiła posłanka Beata Maciejewska, wiążąc się z partią Nowa Demokracja – Tak (opuściła także KKP Lewicy).
Na wybory parlamentarne w 2023 NL zarejestrowała własny komitet, na listach którego znaleźli się także członkowie Razem, PPS, UP, Socjaldemokracji Polskiej oraz Wolności i Równości. W wyborach parlamentarnych NL zajęła 4. miejsce, uzyskując w głosowaniu do Sejmu 8,61% głosów. Zdobyła 26 mandatów poselskich i (w ramach tzw. paktu senackiego) 9 senatorskich. W Sejmie 7 mandatów z ramienia jej komitetu zdobyli politycy Razem, zaś w Senacie dwa mandaty uzyskały działaczki Razem, a po jednym szefowie PPS i UP. Włodzimierz Czarzasty utrzymał pełnione w poprzedniej kadencji stanowisko wicemarszałka Sejmu. Ugrupowanie zasiadło w powołanym w grudniu tego samego roku rządzie premiera Donalda Tuska. Krzysztof Gawkowski został wicepremierem i ministrem cyfryzacji (w związku z czym Anna Maria Żukowska zastąpiła go na pełnionej dotychczas funkcji szefa klubu Lewicy). Ministrami z ramienia NL zostali także Agnieszka Dziemianowicz-Bąk (rodziny, pracy i polityki społecznej), Katarzyna Kotula (ds. równości, pełniła urząd do 2025) i Dariusz Wieczorek (nauki, w styczniu 2025 zastąpił go Marcin Kulasek).
W wyborach w 2024 (samorządowych i europejskich) NL współtworzyła wraz z Razem, PPS i UP Koalicyjny Komitet Wyborczy Lewica, który w wynikach do sejmików województw w skali ogólnopolskiej uzyskał 6,32% i zajął 5. miejsce wśród wszystkich ogólnopolskich komitetów wyborczych, przy czym 4. pod względem liczby uzyskanych mandatów, otrzymując ich 8, z których początkowo 7 przypadło przedstawicielom NL (5 z frakcji SLD, 1 z frakcji Wiosna i 1 bezpartyjnemu, którego w 2025 zastąpiła radna z frakcji SLD) – po dwa w sejmikach śląskim i wielkopolskim oraz po jednym w łódzkim, mazowieckim i zachodniopomorskim (niedługo później za radną Razem, która objęła mandat poselski, 8. mandat dla NL w sejmikach przypadł związanej z Wiosną radnej w województwie dolnośląskim). Sześcioro członków NL (z frakcji SLD) zostało wybranych na prezydentów miast: startujący z własnego komitetu Rafael Rokaszewicz w I turze uzyskał reelekcję na prezydenta Głogowa, również w I turze startująca z lokalnego komitetu Joanna Agatowska wygrała w Świnoujściu, a w II turze na prezydentów zostali wybrani startujący z ramienia Lewicy Krzysztof Matyjaszczyk w Częstochowie (także uzyskując reelekcję) i Krzysztof Kukucki we Włocławku (tracąc mandat senatora, który przejął po nim po wyborach uzupełniających inny polityk NL) oraz ubiegający się o reelekcję z własnych komitetów Łukasz Komoniewski w Będzinie i Beata Moskal-Słaniewska w Świdnicy. 4 działaczy NL (z frakcji SLD) zasiadło w zarządach województw.
Przed wyborami do Parlamentu Europejskiego z NL wystąpił eurodeputowany Łukasz Kohut (z frakcji Wiosna), ubiegając się o reelekcję z listy KO. W eurowyborach przedstawiciele NL stanowili znaczną większość kandydatów Lewicy, otwierając także listy w większości okręgów. Lewica uzyskała 6,3% głosów, zajmując 5. miejsce i otrzymując 3 mandaty. Wszystkie zdobyli przedstawiciele NL z frakcji Wiosna: reelekcję uzyskał jej lider Robert Biedroń, a pozostałe mandaty otrzymali dotychczasowi posłowie i wiceministrowie Joanna Scheuring-Wielgus oraz Krzysztof Śmiszek. O reelekcję nie ubiegali się Marek Balt i Bogusław Liberadzki (dotychczasowi europosłowie z frakcji SLD).
Pod koniec października 2024 współtworzoną przez Nową Lewicę koalicję Lewicy opuściło Razem, jednak połowa parlamentarzystów tej partii ją opuściła, pozostając w KKP Lewicy. Wśród opuszczających Razem była m.in. wicemarszałek Senatu Magdalena Biejat, która została kandydatką Lewicy w wyborach prezydenckich w 2025. 26 kwietnia 2025 z NL odszedł senator Piotr Woźniak, dzień wcześniej wykluczony z KKP Lewicy.
W wyborach prezydenckich Magdalena Biejat zajęła 7. miejsce, uzyskując 4,23% głosów. Na kongresie nadzwyczajnym 24 maja 2025 zmieniono statut NL, znosząc podział frakcyjny i wprowadzając jednoosobowe przewodnictwo (od kongresu planowanego na 14 grudnia tego roku). Ponadto partia (podobnie jak wcześniej Magdalena Biejat) poparła w drugiej turze wyborów prezydenckich kandydata KO, Rafała Trzaskowskiego z PO.

## Program
Podczas kongresu Nowej Lewicy 9 października 2021 opublikowano dokument pt. „Przyszłość jest teraz. Priorytety programowe Nowej Lewicy. Materiał do dyskusji”. Ugrupowanie przygotowało także program na wybory parlamentarne w 2023.

## Symbolika
Symbol graficzny partii jest tożsamy z logiem powołanej w 2019 koalicji „Lewica”. Napis „LEWICA” jest wyśrodkowany względem szerokości i wysokości tła. Napis jest wykonany pogrubioną czcionką, tło jest trójkolorowe i obejmuje płynne przejście trzech kolorów między sobą w kolejności od lewej: fioletowy, bordowy, czerwony. Każda z barw miała reprezentować inną partię polityczną, kolejno – Wiosnę, Razem i SLD.

## Działacze

### Kierownictwo
| SLD                        | Wiosna                      |
| Współprzewodniczący        | Współprzewodniczący         |
| -------------------------- | --------------------------- |
| Włodzimierz Czarzasty      | Robert Biedroń              |
| Wiceprzewodniczący         |                             |
| Marek Dyduch               | Krzysztof Gawkowski         |
| Łukasz Komoniewski         | Anita Kucharska-Dziedzic    |
| Anna Mackiewicz            | Wanda Nowicka               |
| Małgorzata Moskwa-Wodnicka | Paulina Piechna-Więckiewicz |
| Andrzej Szejna             | Joanna Scheuring-Wielgus    |
| Dariusz Wieczorek          | Krzysztof Śmiszek           |
| Sekretarz generalny        |                             |
| Marcin Kulasek             |                             |

### Posłowie na Sejm RP X kadencji w Koalicyjnym Klubie Parlamentarnym Lewicy
| Posłowie z frakcji SLD |
| --- |
| |
| - Włodzimierz Czarzasty – wicemarszałek Sejmu - Jacek Czerniak – sekretarz stanu w Ministerstwie Rolnictwa i Rozwoju Wsi - Agnieszka Dziemianowicz-Bąk – minister rodziny, pracy i polityki społecznej - Piotr Kowal – od 26 czerwca 2024, zastąpił Joannę Scheuring-Wielgus - Marcin Kulasek – minister nauki i szkolnictwa wyższego - Łukasz Litewka - Arkadiusz Sikora - Wiesław Szczepański – sekretarz stanu w Ministerstwie Spraw Wewnętrznych i Administracji - Andrzej Szejna - Tadeusz Tomaszewski - Tomasz Trela - Dariusz Wieczorek - Anna Maria Żukowska – szefowa KKP Lewicy |
| Posłowie z frakcji Wiosna |
| |
| - Krzysztof Gawkowski – wiceprezes Rady Ministrów i minister cyfryzacji - Katarzyna Kotula – sekretarz stanu w Kancelarii Premiera - Anita Kucharska-Dziedzic - Wanda Nowicka - Katarzyna Ueberhan |

Byli posłowie X kadencji w KKP Lewicy (do 10 czerwca 2024, wybrani na posłów do Parlamentu Europejskiego):
- Joanna Scheuring-Wielgus (frakcja Wiosna) – sekretarz stanu w Ministerstwie Kultury i Dziedzictwa Narodowego
- Krzysztof Śmiszek (frakcja Wiosna) – sekretarz stanu w Ministerstwie Sprawiedliwości

### Senatorowie XI kadencji Senatu RP w Koalicyjnym Klubie Parlamentarnym Lewicy
| Senatorowie z frakcji SLD |
| --- |
| |
| - Marcin Karpiński - Stanisław Pawlak – od 24 lipca 2024, wybrany w wyborach uzupełniających - Małgorzata Sekuła-Szmajdzińska |
| Senator z frakcji Wiosna |
| |
| - Maciej Kopiec |

Byli senatorowie XI kadencji w KKP Lewicy:
- Krzysztof Kukucki (frakcja SLD) – sekretarz stanu w Ministerstwie Rozwoju i Technologii, do 21 kwietnia 2024, wybrany na prezydenta Włocławka
- Piotr Woźniak (frakcja SLD) – do 26 kwietnia 2025, został senatorem bezpartyjnym

### Eurodeputowani X kadencji (wybrani z listLewicy)
| Eurodeputowani z frakcji Wiosna                                 | Eurodeputowani z frakcji Wiosna | Eurodeputowani z frakcji Wiosna |
| --------------------------------------------------------------- | ------------------------------- | ------------------------------- |
|                                                                 |                                 |                                 |
| - Robert Biedroń - Joanna Scheuring-Wielgus - Krzysztof Śmiszek |                                 |                                 |

### Eurodeputowani IX kadencji
| Eurodeputowani z frakcji SLD    | Eurodeputowani z frakcji SLD | Eurodeputowani z frakcji SLD |
| ------------------------------- | ---------------------------- | ---------------------------- |
|                                 |                              |                              |
| - Marek Balt                    | - Bogusław Liberadzki        |                              |
| Eurodeputowany z frakcji Wiosna |                              |                              |
|                                 |                              |                              |
| - Robert Biedroń                |                              |                              |

Wcześniejszy eurodeputowany IX kadencji:
- Łukasz Kohut (frakcja Wiosna) – do kwietnia 2024, przeszedł do Koalicji Obywatelskiej

### Posłowie na Sejm RP IX kadencji w Koalicyjnym Klubie Parlamentarnym Lewicy
| Posłowie z frakcji SLD | Posłowie z frakcji SLD | Posłowie z frakcji SLD |
| --- | --- | --- |
| | | |
| - Rafał Adamczyk - Romuald Ajchler - Wiesław Buż - Włodzimierz Czarzasty – wicemarszałek Sejmu - Jacek Czerniak - Marek Dyduch - Agnieszka Dziemianowicz-Bąk | - Arkadiusz Iwaniak - Przemysław Koperski - Katarzyna Kretkowska - Marcin Kulasek - Małgorzata Sekuła-Szmajdzińska - Wiesław Szczepański - Andrzej Szejna | - Jan Szopiński - Tadeusz Tomaszewski - Tomasz Trela - Dariusz Wieczorek - Zdzisław Wolski - Bogusław Wontor - Anna Maria Żukowska |
| Posłowie z frakcji Wiosna | | |
| | | |
| - Monika Falej - Krzysztof Gawkowski – szef KKP Lewicy - Maciej Gdula - Maciej Kopiec - Katarzyna Kotula                                                     | - Paweł Krutul - Anita Kucharska-Dziedzic - Wanda Nowicka - Robert Obaz - Małgorzata Prokop-Paczkowska                                                    | - Marek Rutka - Joanna Scheuring-Wielgus - Anita Sowińska - Krzysztof Śmiszek - Katarzyna Ueberhan                                 |

Wcześniejsi posłowie IX kadencji w KKP Lewicy:
- Robert Kwiatkowski (frakcja SLD) – do 14 grudnia 2021, przeszedł do Koła Parlamentarnego Polskiej Partii Socjalistycznej (późniejszego Koła Parlamentarnego Lewicy Demokratycznej)
- Beata Maciejewska (frakcja Wiosna) – do 21 sierpnia 2023, została posłem bezpartyjnym związanym z Nową Demokracją – Tak (następnie także posłanką niezrzeszoną)
- Karolina Pawliczak (frakcja SLD) – do 7 czerwca 2023, została posłanką niezrzeszoną (następnie Koalicji Obywatelskiej)
- Andrzej Rozenek – do 18 sierpnia 2021, został posłem bezpartyjnym w związku z nieprzyjęciem do frakcji SLD (pozostał w KKP Lewicy; następnie Koło Parlamentarne PPS, późniejsze Koło Parlamentarne Lewicy Demokratycznej)
- Joanna Senyszyn (frakcja SLD) – do 14 grudnia 2021, przeszła do Koła Parlamentarnego Polskiej Partii Socjalistycznej (późniejszego Koła Parlamentarnego Lewicy Demokratycznej)

### Wcześniejsza senator X kadencji w KKP Lewicy
- Gabriela Morawska-Stanecka (frakcja Wiosna) – wicemarszałek Senatu – do 14 grudnia 2021, przeszła do Koła Parlamentarnego Polskiej Partii Socjalistycznej (późniejszego Koła Parlamentarnego Lewicy Demokratycznej), następnie klub Koalicji Obywatelskiej

Wszyscy parlamentarzyści Nowej Lewicy zostali wybrani z list Sojuszu Lewicy Demokratycznej.

### Reprezentacja w sejmikach

#### Radni sejmików VII kadencji
| Radni z frakcji SLD             | Radni z frakcji SLD                 | Radni z frakcji SLD                     | Radni z frakcji SLD |
| ------------------------------- | ----------------------------------- | --------------------------------------- | ------------------- |
|                                 |                                     |                                         |                     |
| - Rafał Adamczyk - Ewelina Balt | - Piotr Bors - Katarzyna Kretkowska | - Justyna Pankowska - Stanisław Wziątek |                     |
| Radne z frakcji Wiosna          |                                     |                                         |                     |
|                                 |                                     |                                         |                     |
| - Katarzyna Lubiniecka-Różyło   | - Paulina Piechna-Więckiewicz       |                                         |                     |
| Były radny (bezpartyjny)        |                                     |                                         |                     |
|                                 |                                     |                                         |                     |
| - Dawid Murawa                  |                                     |                                         |                     |

Wszyscy radni NL zostali wybrani z list Lewicy i są niezrzeszeni.

#### Radni sejmików VI kadencji
|                                                     |                                                                 |                                       |                                  |
| - Ewa Bieniek - Adam Cukier - Agnieszka Grzechowiak | - Maria Jaworska - Tadeusz Jędrzejczak - Krystyna Kubicka-Sztul | - Mariusz Ogończyk - Stanisław Pawlak | - Rafał Porc - Stanisław Wziątek |

Radnymi Nowej Lewicy byli także Henryk Milcarz (pod koniec kadencji wykluczony z partii) oraz zmarli Tadeusz Kochanowski i Gabriela Łacna. Wszyscy radni NL w sejmikach należeli do frakcji SLD i zostali wybrani z list SLD Lewica Razem. Jedyny klub NL (3-osobowy) funkcjonował w sejmiku wielkopolskim. Pod koniec kadencji w sejmiku lubuskim oboje radnych NL zasiadało w trzyosobowym klubie Lewicy, po jednym radnym wojewódzkim należało do klubów KO (w kujawsko-pomorskim) i PSL-NL (w zachodniopomorskim), pozostali byli niezrzeszeni (w lubelskim, śląskim i świętokrzyskim).

#### Aktualna reprezentacja
| Sejmik             | Mandaty        | Władza   |
| ------------------ | -------------- | -------- |
| dolnośląski        | 1/36           | Opozycja |
| kujawsko-pomorski  | 0/30           | Brak     |
| lubelski           | 0/33           | Brak     |
| lubuski            | 0/30           | Brak     |
| łódzki             | 1/33           | Koalicja |
| małopolski         | 0/39           | Brak     |
| mazowiecki         | 1/51           | Opozycja |
| opolski            | 0/30           | Brak     |
| podkarpacki        | 0/33           | Brak     |
| podlaski           | 0/30           | Brak     |
| pomorski           | 0/33           | Brak     |
| śląski             | 2/45           | Koalicja |
| świętokrzyski      | 0/30           | Brak     |
| warmińsko-mazurski | 0/30           | Brak     |
| wielkopolski       | 2/39           | Koalicja |
| zachodniopomorski  | 1/30           | Koalicja |
| Mandaty ogółem     | Mandaty ogółem | 8/552    |

## Wybory parlamentarne
| Wybory | Sejm      | Sejm      | Sejm  | Sejm    | Sejm    | Senat     | Senat     | Senat | Senat   | Senat   | Rząd     |
| Wybory | Głosy     | Głosy     | Głosy | Mandaty | Mandaty | Głosy     | Głosy     | Głosy | Mandaty | Mandaty | Rząd     |
| Wybory | Liczba    | %         | +/−   | Liczba  | +/−     | Liczba    | %         | +/−   | Liczba  | +/−     | Rząd     |
| ------ | --------- | --------- | ----- | ------- | ------- | --------- | --------- | ----- | ------- | ------- | -------- |
| 2023   | 1 859 018 | 8,61 (4.) | –     | 26/460  | –       | 1 131 639 | 5,29 (4.) | –     | 9/100   | –       | Koalicja |